# Château du Pressoir
Le château du Pressoir est un château situé à Panzoult (Indre-et-Loire), en France.

## Histoire
Le château est daté du XVIe siècle : logis daté de 1593, galerie datée de 1623, pavillon construit en 1663.
Il est vendu comme bien national.
Le château bénéficie de multiples protections au titre des monuments historiques : inscription du château le 7 août 1946, classement le 11 août 1987 pour le corps de logis et inscription le 8 novembre 1995 pour le portail d'entrée.

## Description
Le bâtiment forme un quadrilatère avec cour centrale et pavillon d'angle carrés.